# Centrum (Vlaardingen)
De wijk Centrum van Vlaardingen omvat het oude centrum van de stad ten westen van de Oude Haven, de Indische Buurt, het oostelijke deel van de Vettenoordse polder en de buurt Hoogstad. De wijk wordt begrensd door de A20 in het noorden, de metrolijn Hoekse Lijn tussen Rotterdam en Hoek van Holland in het zuiden, de Oude Haven en de Vlaardingse Vaart in het oosten en de Marathonweg, de Marnixlaan en de Beethovensingel in het westen. In 2023 telde het centrum 15.545 inwoners op een oppervlakte van 178 ha.
Het gebied rond de Oude Haven geldt als beschermd stadsgezicht. De belangrijkste bezienswaardigheden zijn de Markt met het oude stadhuis en de Grote Kerk, de Visbank en het Museum Vlaardingen. Rond het Liesveld ligt het winkelhart van de stad en aan de zuidzijde van het centrum ligt het station Vlaardingen Centrum. De Hoogstraat, die vanaf de Grote Kerk tot aan de Vlaardinger Driesluizen loopt, is een straat die al sinds de middeleeuwen de functie van winkelstraat had.

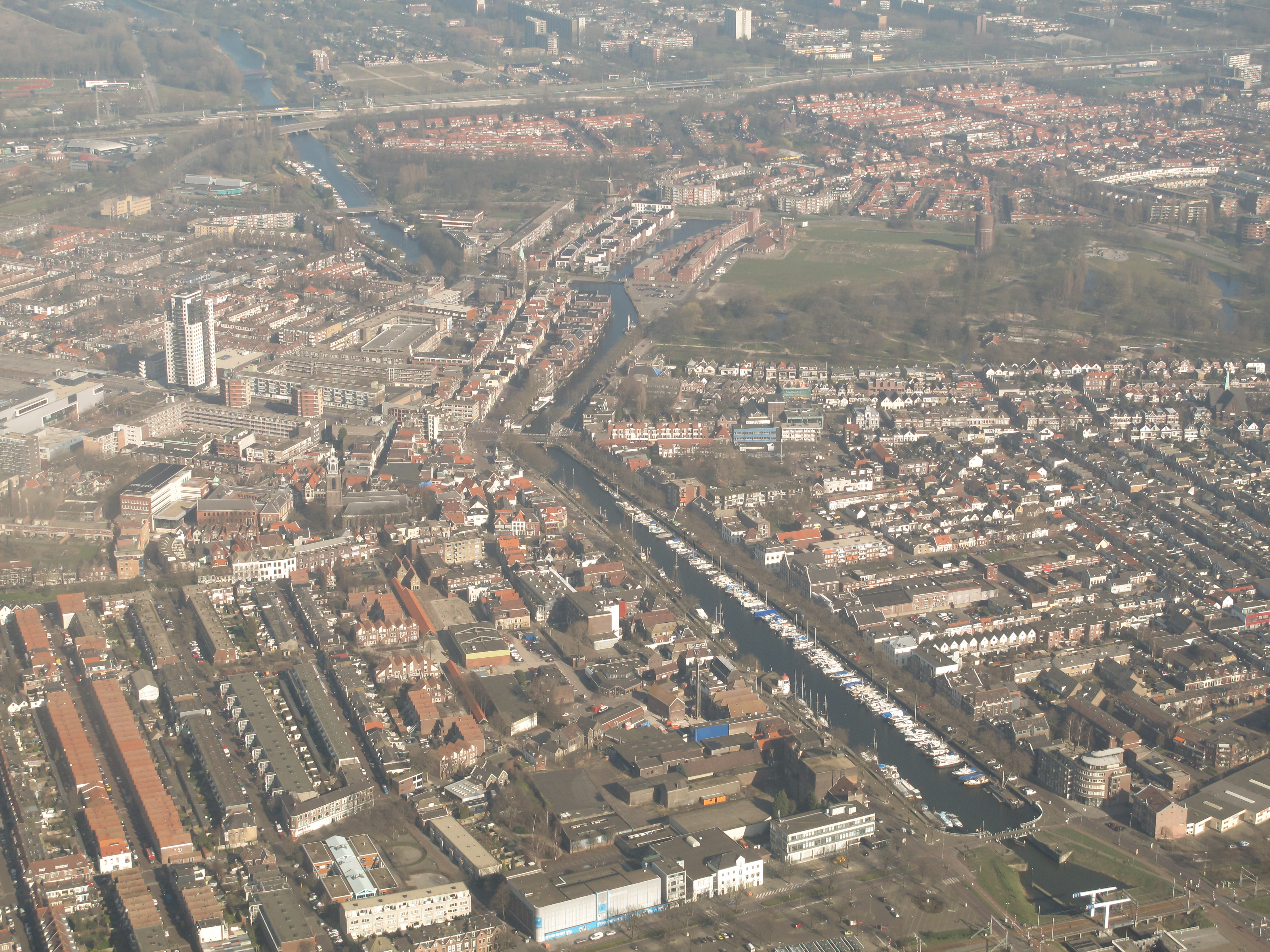
Luchtfoto van het centrum met rechts de Oude Haven

Stad: Vlaardingen

Wijken: Centrum · Holy · Oostwijk · Vlaardingerambacht · Westwijk

Buurtschap: Zuidbuurt

Zuid-Holland: Steden en dorpen      Nederland: Provincies · Gemeenten